# Црква Светог Ђорђа у Оптеруши
Црква Светог Ђорђа у Оптеруши, насељеном месту на територији општине Ораховац, на Косову и Метохији, представља непокретно културно добро као споменик културе.
Црква Светог Спаса (Светог Ђорђа) налази се на старом гробљу у селу Оптеруша. Подигнута је у 17. или у 18. веку. Око цркве, на читавом платоу брега, сачувало се старо гробље са великим правоугаоним каменим плочама и узглавцима који сами по себи чине вредну збрирку етнографског значаја.

## Основ за упис у регистар
Решење Покрајинског завода за заштиту споменика културе у Приштини, бр. 558 од 27. 7. 1966. г. Закон о заштити споменика културе (Сл. гласник СРС бр. 51/59).